# Kap-Skink

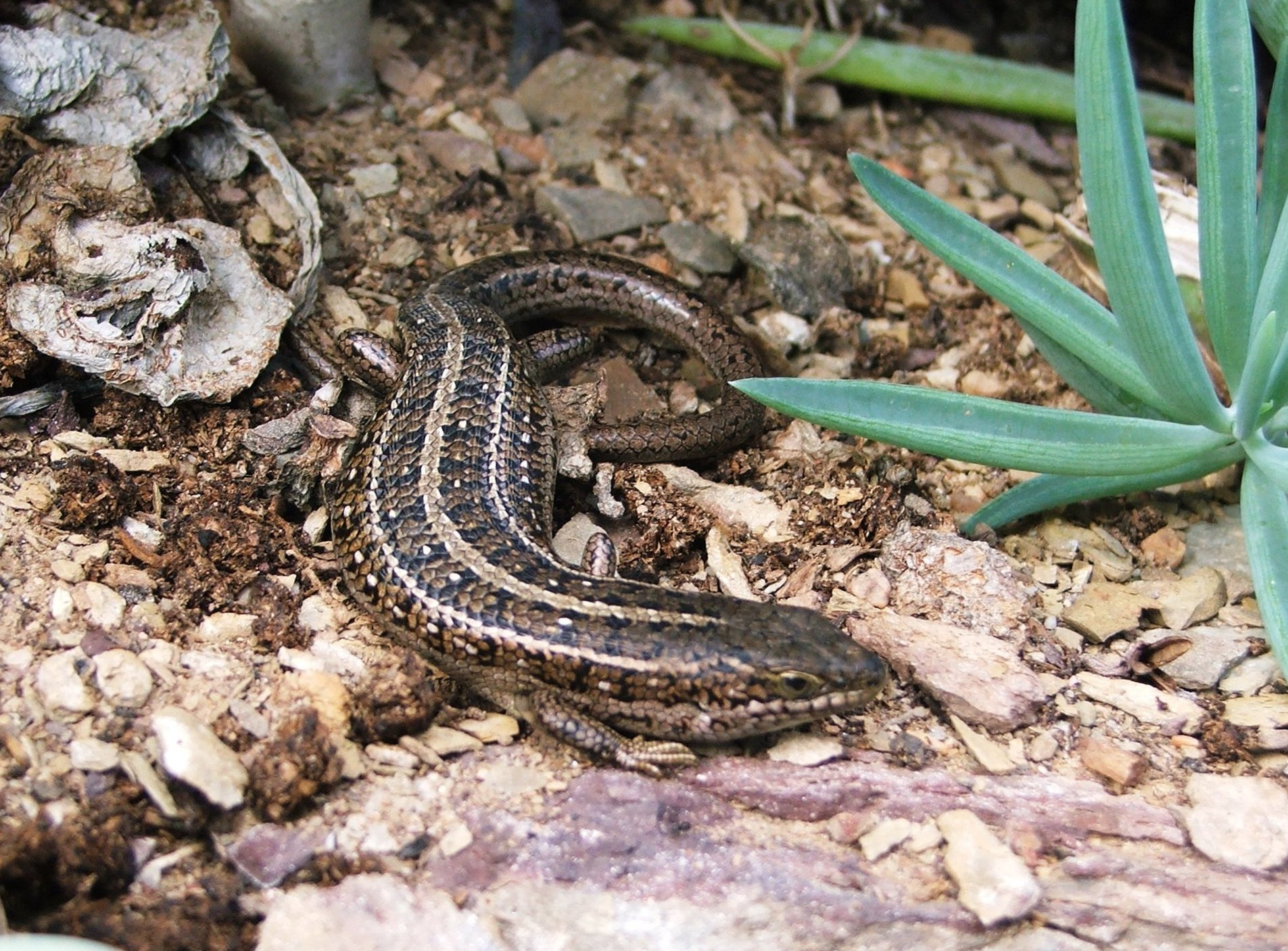
Der Kap-Skink ist farblich an seine Umgebung angepasst.

Der Kap-Skink (Trachylepis capensis, Syn.: Mabuya capensis) ist eine Echsenart aus der Familie der Skinke (Scincidae), die im südlichen Afrika weit verbreitet ist.

## Merkmale
Der Kap-Skink wird relativ groß, seine Kopf-Rumpf-Länge liegt durchschnittlich zwischen 8 und 13,5 Zentimetern. Bei guter Ernährung wirkt er vom Körperquerschnitt her rundlich, der Kopf ist kaum vom Rumpf abgesetzt, man sieht keinen Hals. Die Beine sind hingegen kurz und dünn.
Seine Grundfärbung ist hellbraun bis oliv graubraun mit drei blassen Längsstreifen. Einer der Streifen verläuft in der Mitte des Rückens und ist meist etwas breiter als die beiden seitlichen Streifen. Zwischen diesen Streifen verlaufen dunkelbraune bis schwarze band- oder fleckenförmige Verbindungen seitlich bis über die Flanken. Der Bauch ist gleichmäßig gelblich weiß oder grau. Manche Exemplare sind oberseits einheitlich graubraun, die Längsstreifung ist kaum sichtbar.

## Vorkommen
Mit Ausnahme des äußersten Nordens ist der Kap-Skink im südlichen Afrika häufig. Sein Verbreitungsgebiet reicht von Südafrika bis nach Namibia und Botswana. Eine Reliktpopulation ist im Nyanga-Nationalpark in Simbabwe heimisch, eine weitere im Liuwa-Plain-Nationalpark in Sambia.

## Lebensweise
Der bodenlebende Kap-Skink kommt in Südafrika bis in die Gärten der Häuser. Er verbirgt sich gerne zwischen Steinen oder unterhalb von Wurzeln, wo er auch kleine Tunnel gräbt, zusätzlich ist er auch auf Schutthalden und unter Abfall zu finden. Obwohl sein Leben eher versteckt verläuft, ist der Kap-Skink dem Menschen gegenüber nicht sehr scheu und lässt sich manchmal sogar aus der Hand füttern. In städtischen Arealen zählen die Hauskatzen zu seinen Hauptfeinden. Er ist selbst ein aktiver Jäger und  ernährt sich von großen Insekten.
Die Fortpflanzung der Kap-Skinke erfolgt ovovivipar, das heißt, es werden keine Eier abgelegt, sondern sie werden im Mutterleib ausgebrütet. Die Jungtiere schlüpfen noch im Körper des Muttertieres, im Spätsommer bringt es 5 bis 18 Junge zur Welt.

## Taxonomie
Der Kap-Skink wurde 1831 von Gray als Tiliqua capensis beschrieben und wurde 1943 von FitzSimons in die Gattung Mabuya gestellt. Phylogenetische Untersuchungen führten 2002 zu einer Aufsplitterung der weltweit verbreiteten Gattung Mabuya in die Gattungen Euprepis, Eutropis, Chioninia und Mabuya (im engeren Sinn). Der Kap-Skink wurde zusammen mit anderen Arten in die Gattung Euprepis gestellt. Aaron M. Bauer stellte 2003 dar, dass Euprepis im Rahmen der nomenklatorischen Regeln des ICZN keine gültige Benennung gewesen sei und schlug für die afrikanischen und madegassischen Arten den Gattungsnamen Trachylepis vor. Der Artname capensis erinnert an den Fundort des Typusexemplars am Kap der Guten Hoffnung.